# Korisnici F-16 Fighting Falcona u svijetu
Američko ratno zrakoplovstvo (USAF) i četiri originalna američka NATO partnera (Belgija, Nizozemska, Norveška i Danska) primarni su korisnici F-16 Fighting Falcon lovca.
F-16 Fighting Falcon, ili skraćeno F-16, je za razliku od drugih lovaca iz serije F (F-22, F-35), osim korištenja u vlastitoj vojsci, namijenjen i inozemnoj prodaji. Tako se F-16 koristi u 25 zemalja širom svijeta, 6 zemalja su potencijalni budući korisnici, dok su samo dvije zemlje otkazale mogućnost kupnje. Također, mnogi korisnici F-16, nastoje svoje stare lovce zamijeniti novim zrakoplovima F-16.
Budući da USAF stalno nadograđuje F-16, stariji modeli zrakoplova se prodaju jer se smatraju zastarjelima, obrambenim viškom ili se rastavljaju kako bi se od njih dobili rezervni dijelovi.

## Korisnici u SAD-u
Korisnici lovaca F-16 u SAD-u su: Američko ratno zrakoplovstvo (eng. United States Air Forces, USAF), Američka mornarica (eng. United States Navy, USN) i Nacionalna agencija za aeronautiku i svemir (eng. National Aeronautics and Space Administration, NASA).

### Američko ratno zrakoplovstvo
Američko ratno zrakoplovstvo koristi 1245 zrakoplova, i to u sljedećem rasporedu: 701 zrakoplov koriste aktivne snage, 490 ih pripada ratnom zrakoplovstvu Nacionalne garde, dok na rezervne snage otpada 54 zrakoplova.
| SAD   | SAD              | SAD |
| Model | Količina         |     |
| ----- | ---------------- | --- |
| 1     | F-16A Block 15   |     |
| 197   | F-16C/D Block 25 |     |
| 350   | F-16C/D Block 30 |     |
| 51    | F-16C/D Block 32 |     |
| 222   | F-16C/D Block 40 |     |
| 174   | F-16C/D Block 42 |     |
| 198   | F-16C/D Block 50 |     |
| 52    | F-16C/D Block 52 |     |

#### Zračno ratno zapovjedništvo
Zračno ratnog zapovjedništvo (eng. Air Combat Command, ACC) nastalo je spajanjem Taktičkog zračnog zapovjedništva (eng. Tactical Air Command, TAC) i Strategijskog zračnog zapovjedništva (eng. Strategic Air Comand, SAC). Zračno ratno zapovjedništvo glavni je korisnik lovaca F-16 pri Američkom ratnom zrakoplovstvu. U budućnosti se namjerava sve nove lovce isporučiti Taktičkom i Strategijskom ratnom zrakoplovstvu, koji bi onda preraspodijelili zrakoplove u dijelove američke vojske. Zasada se zrakoplovi isporučuju izravno "krajnjem korisniku".
Zračno ratno zapovjedništvo podijeljeno je na sljedeće dijelove:
- 20. ratno krilo - baza Shaw, Južna Karolina
  - 55. ratni eskadron
  - 77. ratni eskadron
  - 79. ratni eskadron
- 53. krilo - baza Eglin, Florida
  - 85. testno - istraživački eskadron
- 57. krilo - baza Nellis, Nevada
  - 64. agresorski eskadron
  - demonstracijski eskadron ratnog zrakoplovstva
- 388. ratno krilo - baza Hill, Utah
  - 4. ratni eskadron
  - 34. ratni eskadron
  - 421. ratni eskadron

#### Zapovjedništvo zračne obuke
Zapovjedništvo zračne obuke (eng. Air Education and Training Command, AETC) zaduženo je za obuku vojnih pilota. Zapovjedništvo također nudi i obuku stranih vojnih pilota lovcem F-16.
Zapovjedništvo zračne obuke podijeljeno je na sljedeće dijelove:
- 56. ratno krilo - baza Luke, Arizona
  - 21. ratni eskadron
  - 61. ratni eskadron
  - 62. ratni eskadron
  - 63. ratni eskadron
  - 308. ratni eskadron
  - 309. ratni eskadron
  - 310. ratni eskadron
  - 425. ratni eskadron

Unutar Zapovjedništva zračne obuke, postoji i Materijalno zapovjedništvo ratnog zrakoplovstva.
Materijalno zapovjedništvo ratnog zrakoplovstva (eng. Air Force Materiel Command, AFMC) nastalo je spajanjem Sustavnog zapovjedništva ratnog zrakoplovstva (eng. Air Force Systems Command, AFSC) i Logističkog zapovjedništva ratnog zrakoplovstva (Air Force Logistic Command, AFLC). Ono je zaduženo za osiguravanje, ispitivanje i održavanje opreme američkog ratnog zrakoplovstva. Kao takvo ima veliku ulogu u programu F-16 lovaca, kao što je testiranje zrakoplova i njihovog naoružanja.
Svoje poslove, Materijalno zapovjedništvo ratnog zrakoplovstva, osim za američku vojsku, vrši i u nekoliko inozemnih ratnih snaga.

#### Zapovjedništvo rezervnih snaga ratnog zrakoplovstva
Zapovjedništvo rezervnih snaga ratnog zrakoplovstva obuhvaća sljedeće zrakoplovne jedinice:
- 301. ratno krilo - mornarička baza Fort Worth, Texas
  - 457. ratni eskadron
- 419. ratno krilo - baza Hill, Utah
  - 466. ratni eskadron
- 482. ratno krilo - baza Homestead, Florida
  - 93. ratni eskadron
- 944. ratno krilo - baza Luke, Arizona
  - 301. ratni eskadron

#### Ratno zrakoplovstvo Nacionalne garde
Nacionalna garda, kao i njeno ratno zrakoplovstvo, ključni je dio strukture američke vojske općenito. Podijeljeno je na sljedeće dijelove:
| - Ratno zrakoplovstvo Nacionalne garde Alabame - 187. ratno krilo - regionalni aerodrom Montgomery - 160. ratni eskadron - Ratno zrakoplovstvo Nacionalne garde Arizone - 162. ratno krilo - međunarodni aerodrom Tucson - 148. ratni eskadron - 195. ratni eskadron - Ratno zrakoplovstvo Nacionalne garde Alabame - 144. ratno krilo - međunarodni aerodrom Fresno Yosemite - 194. ratni eskadron - Ratno zrakoplovstvo Nacionalne garde Colorada - 140. krilo - baza Buckley - 120. ratni eskadron - Ratno zrakoplovstvo Nacionalne garde Columbije - 113. krilo - baza Andrews - 121. ratni eskadron - Ratno zrakoplovstvo Nacionalne garde Illinoisa - 183. ratno krilo - aerodrom Abraham Lincoln - 170. ratni eskadron - Ratno zrakoplovstvo Nacionalne garde Iowe - 132. ratno krilo - međunarodni aerodrom Des Moines - 124. ratni eskadron - Ratno zrakoplovstvo Nacionalne garde Minnesote - 148. ratno krilo - međunarodni aerodrom Duluth - 179. ratni eskadron | - Ratno zrakoplovstvo Nacionalne garde New Jerseyja - 177. ratno krilo - međunarodni aerodrom Atlantic City - 119. ratni eskadron - Ratno zrakoplovstvo Nacionalne garde New Mexica - 150. ratno krilo - baza Kirtland - 188. ratni eskadron - Ratno zrakoplovstvo Nacionalne garde Ohija - 178. ratno krilo - aerodrom Springfield-Beckley - 162. ratni eskadron - 180. ratno krilo - aerodrom Toledo Express - 112. ratni eskadron - Ratno zrakoplovstvo Nacionalne garde Oklahome - 138. ratno krilo - međunarodni aerodrom Tulsa - 125. ratni eskadron - Ratno zrakoplovstvo Nacionalne garde Južne Karoline - 169. ratno krilo - baza McEntire Nationalne garde - 157. ratni eskadron - Ratno zrakoplovstvo Nacionalne garde Južne Dakote - 114. ratno krilo - Joe Foss Field - 175. ratni eskadron - Ratno zrakoplovstvo Nacionalne garde Texasa - 149. ratno krilo - Kelly Field Annex - 182. ratni eskadron - Ratno zrakoplovstvo Nacionalne garde Vermonta - 158. ratno krilo - međunarodni aerodrom Burlington - 134. ratni eskadron - Ratno zrakoplovstvo Nacionalne garde Wisconsina - 115. ratno krilo - regionalni aerodrom Dane County - 176. ratni eskadron |

#### Pacifičke zračne snage
Pacifičke zračne snage (eng. Pacific Air Forces, PACAF) jedna je od prvih jedinica američkog ratnog zrakoplovstva koja je započela koristiti F-16, kao i najnovije modele tog lovca.
Pacifičke zračne snage podijeljene su na sljedeće jedinice:
- 8. ratno krilo - baza Kunsan, Južna Koreja
  - 35. ratni eskadron
  - 80. ratni eskadron
- 35. ratno krilo - baza Misawa, Japan
  - 13. ratni eskadron
  - 14. ratni eskadron
- 51. ratno krilo - baza Osan, Južna Koreja
  - 36. ratni eskadron
- 354. ratno krilo - baza Eielson, Aljaska
  - 18. agresorski eskadron

#### Američko ratno zrakoplovstvo u Europi
Nakon što su Pacifičke zračne snage prihvatile F-16 kao svoj standardni lovac, tu odluku prihvtilo je i Američko ratno zrakoplovstvo koje ima svoje baza u Europi.
Zračne snage u Europi sastoje se od sljedećih jedinica:
- 31. ratno krilo - baza Aviano, Italija
  - 510. ratni eskadron
  - 555. ratni eskadron
- 52. ratno krilo - baza Spangdahlem, Njemačka
  - 22. ratni eskadron
  - 23. ratni eskadron

### Američka mornarica
Američka mornarica (eng. United States Navy) osim F/A-18 Hornet lovca, koristi i F-16 Fighting Falcon. Lagani F-16 idealan je zaizvršavanje zadataka, te se koriste jednosjedi (F-16N) i dvosjedi (TF-16). Također, u mornaricu su uvedeni modeli F-16A/B-15OCU koji su prvotno bili namijenjeni Pakistanu. Zbog embarga prema toj zemlji, isporuka zrakoplova je otkazana, te su lovci uvedeni u američku mornaricu. Američka mornarica koristi 40 F-16 zrakoplova.

### NASA
Nacionalna agencija za aeronautiku i svemir, poznatija kao NASA koristi F-16 vojne avione koji imaju važnu ulogu u razvoju i istraživanju zrakoplovne tehnologije. NASA-ina flota sastoji se od dva F-16 lovca - F-16XL i F-16A AFTI,koji su dovedeni iz Američkog ratnog zrakoplovstva.
U istraživanju naprednih tehnologija, NASA ne koristi samo F-16, već i druge zrakoplove.

## Originalni američki NATO partneri
1970-ih godina Belgija, Nizozemska te skandinavske zemlje - Norveška i Danska namjeravale su obnoviti svoje ratno zrakoplovstvo. Francuski proizvođač "Dassault Aviation" ponudio je svoj lovac Dassault Mirage 1, dok je američki proizvođač "General Dynamics" ponudio F-16 Fighting Falcon.
U konačnici F-16 pobjeđuje na natječaju u svim zemljama, dok Dassault Aviation nastavlja s razvojem novog lovca Mirage 2000. Prve isporuke F-16 zrakoplova započinju početkom 1980-ih.
- Danski F-16 Fighting Falcon
- Nizozemski F-16 Fighting Falcon
- Norveški F-16 Fighting Falcon

### Belgija
Belgija je (uz Nizozemsku) najveći kupac F-16 zrakoplova od svih američkih NATO partnera, ali je i primarni proizvođač istih u sklopu partnerstva. Belgija je u prvoj narudžbi početkom 1979. naručila 116 F-16A i F-16 B zrakoplova. Zrakoplovi su isporučeni 1985. Druga narudžba obuhvaćala je 44 F-16A-15OCU i F-16B-15OCU zrakoplova koji su u potpunosti isporučeni 1991.

### Danska
Danska je, kao i Norveška, najmanji korisnik F-16 zrakoplova unutar američkog NATO partnerstva. Dansko kraljevsko ratno zrakoplovstvo naručilo je 77 zrakoplova.

### Nizozemska
Nizozemska je naručila veliku količinu F-16 lovaca. Najprije je naručeno 102 zrakoplova, dok je kasnije nizozemskom ratnom zrakoplovstvu pridodano još 111 zrakoplova. 52 od njih su modeli F-16A/B-15OCU.
Uz kasnije narudžbe, Nizozemska vojska danas raspolaže s 228 F-16 lovaca.

### Norveška
Norveška je u svoju vojsku uvela F-16 zrakoplove kao zamjenu za F-104 Starfighter. Norveško ratno zrakoplovstvo broji 72 modela F-16A/B.

## Europa

### Grčka
Nakon dugotrajnih pregovora, Grčko ratno zrakoplovstvo naručilo je F-16 lovce 1985. u programu naoružavanja grčke vojske, pod kodnim imenom Ksenija.
U prvom programu Ksenija (1989. – 1990.) naručeno je 40 F- 16 lovaca, i to 34 modela F-16C-30 i 6 modela F-16D-30. U drugom programu Ksenija (1997. – 1998.) naručeno je također 40 F-16 lovaca (32 modela F-16C-50 i 8 modela F-16D-50). U trećem i četvrtom programu Ksenija (2002. – 2004. i 2009. – 2010.) naručeno je 60, odnosno 30 zrakoplova.
Svi ugovorena količina zrakoplova je isporučena, osim 6 modela F-16D-30 iz prvog Ksenija projekta (1989. – 1990.) Projekt Ksenija II iz 1997. i 1998. uz ugovorenih 40 zrakoplova, povećan na još dodatnih 32 zrakoplova tipa F-16D-50.
Grčka danas raspolaže s ukupno 196 F-16 zrakoplova.

### Italija
Italija se odlučila za kupnju Eurofighter Typhoona kao lovca nove generacije za talijansko ratno zrakoplovstvo, no vojska se još nije pripremila za ulazak novog lovca. U međuvremenu, Italija se privremeno služila s Panavia Tornado zrakoplovima koji su bili privremeno zakupljeni od britanskog RAF-a. Ugovor s RAF-om je istekao 2003., ali Eurofighter Typhoon još nije bio spreman za potpuno uvođenje u vojsku.
Kao rješenje tog problema, potpisao se 10-ogodišnji ugovor o zakupu 34 F- 16 zrakoplova, dok se Eurofighter ne "aklimatizira" u talijanskim zračnim snagama. Ugovor je obuhvaćao 26 F-16A-15ADF, 4 F-16B-15ADF i 4 F-16A/B-5/10. Ti lovci većinom su preuzeti od Američkog ratnog zrakoplovstva (USAF).
Ugovor o zakupu vojnih lovaca poznat je pod kodnim imenom CEZAR.

### Poljska
Jedna od bivših članica Varšavskog pakta, nastojala je zamijeniti postojeću zračnu flotu s lovcima nove generacije. Tadašnja flota sastojala se od sovjetskog MiG-23 (povučen iz službe 1999. zbog male količine) i MiG-21 (povučen iz službe 2003.).
U javnom natječaju koje je objavilo poljsko ratno zrakoplovstvo, četiri lovca imala su najviše izgleda za pobjedu i sklapanje posla:
- Mirage 2000-5 Mk.2,
- JAS 39 Gripen,
- MiG-29 i
- F-16.

U konačnici, ponuda za kupnju MiG-29 je odbijena, dok su se u samoj završnici našli švedski JAS 39 Gripen i američki F-16. Unatoč velikim izgledima švedskog ponuđača, Poljska u konačnici naručuje 48 F-16C/D-52+ lovca. Ovi zrakoplovi dostavljeni su u razdoblju od 2006. do 2009. u vojnom programu, kodnog naziva NEBO.
Sam lovac F-16 nosi naziv Fighting Falcon (eng. borbeni sokol). Budući da u poljskom zrakoplovstvu, helikopteri PZL W-3 Sokół nose naziv sokol, te kako bi se izbjegle zabune, poljski F-16 lovci nose naziv Jastrząb (polj. jastreb).
Uz postojeće F-16 zrakoplove, Poljska koristi i MiG-29 lovce. Naime, ti zrakoplovi pripadali su ratnom zrakoplovstvu Istočne Njemačke, ali njemačkim ujedinjenjem, oni su uključeni u sastav njemačkog zrakoplovstva (njem. Luftwaffe). Zbog svoje zastarjelosti, ti zrakoplovi prodani su Poljskoj uz simboličnu cijenu od jednog eura po zrakoplovu.
Tako je Poljska danas NATO članica s najviše MiG-29 zrakoplova, a vjerojatno i jedina zemlja na Svijetu koja u svojem ratnom zrakoplovstvu istovremeno ima američki F-16 i sovjetske lovce MiG-29 (32 komada) i Su-22 (48 komada).
Kodno ime poljske kupnje F-16 lovaca je "PEACE NEBO".

### Portugal
Portugal je 1980. odlučio zamijeniti zastarjele A-7 Corsair II avione koje su koristili u svojim eskadrilama. Razlog zamjene postojećih lovaca bio je u tome što nisu bili prikladni za obrambenu ulogu te mnogi logistički problemi. Temeljni logistički problem bio je što se A-7 Corsair II više nije proizvodio, a nisu ga koristile ni američke zračne snage i ratna mornarica. Samim time Portugal nije mogao doći do rezervnih dijelova. Također, uskoro je i proizvođač A-7 Corsair II aviona, Ling-Temco-Vought, zbog poslovnih razloga prestao postojati.
Stoga je Portugal odlučio u svoje zračne snage uvesti F-16 lovac. Portugalski ugovor o kupnji vojnih lovaca poznat je pod kodnim imenom ATLANTIS.
Od 2005. portugalske zračne snage lete s 18 F-16 A/B Block 15 OCU i 8 F-16 AM/BM lovaca. Također, za te lovce, portugalska vojska trenutno koristi AN/ALQ-131 ECM opremu koja je davno kupljena za potrebe A-7P Corsair II aviona.
U budućnosti će portugalski F-16 biti opremljeni s Rafael LITENING II sustavom za ciljanje protivnika.
Dijelovi portugalskog ratnog zrakoplovstva u kojem se koristi F-16:
- 201. ratni eskadron Falcões - zračna baza Monte Real - Monte Real - F-16 A Block 15 OCU.
- 301. ratni eskadron Jaguares - 5. zračna baza - Monte Real - F-16 AM.

#### Peace Atlantis I
U kolovozu 1990. Vlada portugalskog premijera Cavaca Silve potpisala je "Pismo o prihvaćanju" (eng. Letter Of Acceptance - LoA) koje je dovelo do stvaranja programa "PEACE ATLANTIS" na temelju kojeg su kupljeni F-16 lovaca.
U početku je SAD Potugalu ponudio F-16 iz serije Block 10 koji su predstavljali obrambeni višak. Ta ponuda je odbijena, te je u konačnici naručeno 20 novo izgrađenih F-16 Block 15 OCU (17 A i 3 B modela) s Pratt & Whitney F100 motorom. Ti lovci bili su identični onima kojima se koriste zračne snage američke Nacionalne garde - F-16 ADF.
Isporuka narudžbe započela je 18. veljače 1994. a završena je 18. srpnja iste godine. Portugalski piloti iz 302. i 304. eskadrile, koji su izabrani za korištenje F-16 lovaca, bili su obučavani u američkom gradu Tucsonu (savezna država Arizona) između siječnja i lipnja 1994.
Tokom Rata na Kosovu, u sklopu NATO snaga, koristili su se F-16 lovci portugalskih zračnih snaga. Avioni su korišteni u sklopu "Operacije zajedničkih snaga" a korišteni su u operacijama pratnje i zračne patrole
Portugalski lovci nisu bili na istoj razini kao moderni F-16 lovci drugih NATO članica jer nisu imali moderno naoružanje i sustav ciljanja.

#### Peace Atlantis II
1996., za vrijeme vlade premijera Antónija Guterresa, započeli su novi portugalski pregovori o mogućnosti kupnje novih F-16 lovaca i njihove modernizacije. Pentagon je odobrio sporazum 20. studenog 1997., te je Portugal godinu dana potom (30. studenog 1998.) potpisao "Pismo o prihvaćanju" (eng. Letter Of Acceptance - LoA) o kupnji 25 rabljenih F-16 Block 15 (21 A i 4 B modela) lovaca. 
Portugal je avione kupio u sklopu vojnog programa - Peace Atlantis II. Ovaj program je obuhvaćao i kupnju Pratt & Whitney F100-PW-220E motora, opremu za 20 lovaca, logističku potporu i obuku pilota.
U početku je portugalski plan bio nadogradnja F-16 lovaca iz Peace Atlantis II programa, i prebacivanje aviona iz Peace Atlantis I u drugi eskadron gdje bi zrakoplovi obavljali poslove taktičke zračne podrške.
Lovci su opremljeni sa sustavom za dnevne i noćne uvjete rada, dok su motor, elektronika i kokpit nadograđeni. Na taj način opremljen je 301. ratni eskadron iz kojeg je povučen A-7 Corsair II te je umjesto njega uveden F-16 koji ima napadačku ulogu.
Planirana nadogradnja lovaca obavljena je u Portugalu. 2001. godine nadograđena su prva dva zrakoplova. Nadogradnju su izvršili Amerikanci, dok su Portugalci promatrali rad američkih inženjera.
U lipnju 2003. isporučen je prvi F-16 AM lovac, dok su portugalski inženjeri i tehničari sami izvršili nadogradnju 18 lovaca.

## Bliski istok

### Bahrein
Bahrein je 1987. naručio 8 F-16C i 4 F-16D lovaca unutar programa kodnog naziva KRUNA. Ti zrakoplovi isporučeni su prije prvog Zaljevskog rata. Završetkom rata te povećanom američkom vojnom prisutnošću, Bahrein je namjeravao postojeću flotu [Northrop F-5|F-5 Tige]r lovaca zamijeniti s onim F-16. U inicijalnim pregovorima namjeravalo se kupiti 10 F-16N lovaca koji su povučeni iz američke mornarice i američkog marinskog korpusa.
U konačnici, odlučena je kupnja 10 novih F-16C lovaca. Uz prodaju lovaca, SAD je dozvolio i prodaju AIM-120 AMRAAM projektila koji nisu namijenjeni inozemnoj prodaji. Prodaja tih projektila dozvoljena je zbog činjenice da je 5. korpus američke vojske baziran u Bahreinu.

### Egipat
Nakon mirovnih pregovora Egipta i Izraela u američkom Camp Davidu, koji su imali povijesni značaj, Egipat je odlučio vlastitu vojsku opremiti sa zapadnim oružjem.
Egipat je 2002. naručio kupnju 42 F-16A/B-15, 40 F-16C/D-32, i 138 F-16C/D-40 lovaca za potrebe egipatskog ratnog zrakoplovstva. Tako je Egipat postao jedan od najvećih korisnika F-16 lovaca u svijetu. Ugovor s Egiptom nosi kodno ime VECTOR.
U ožujku 2009. Egipat objavljuje vijest da namjerava svoju flotu proširiti na još 20 F-16 lovaca (16 F-16C i 4 F-16D). Egipat trenutno ima na raspolaganju 220 F-16 aviona te je četvrti najveći svjetski korisnik tih lovaca.

### Izrael
Izrael je jedan od najvećih korisnika F-16 lovaca, odmah iz Američkih zračnih snaga. 1978. Izrael je najavio da namjerava kupiti F-16 lovce. Prva izraelska narudžba ovih lovaca bila je 1981., nakon što su oborili sirijski helikopter Mi-8 i lovac MiG-21.
Izrael je iskoristio slučajnost da je u tom vremenu odbijena iranska narudžba, pa su proizvedeni F-16 zrakoplovi prodani Izraelu.
U programu kupnje F-16 aviona, kodnog imena PEACE MRAMOR I isporučeno je 75 F-16A/B lovaca. Ovi avioni imenovani su nazivom "Nerz" (heb. jastreb). Nakon toga uslijedila je nova narudžba i isporuka kodnog imena PEACE MRAMOR II o kupnji 75 F-16C/D block 30 aviona.
U razdoblju od 1991. do 1993. Izrael se na temelju projekta PEACE MRAMOR III naoružava s 30 F-16C block 40 i 30 F-16D block 40. Ti avioni nazvani su "Barak" (heb. svjetlost). Avioni su kupljeni u sklopu nadogradnje izraelskih zračnih snaga tokom Zaljevskog rata.
1994. Izraelu je dostavljena brodska pošiljka 50 F-16A/B lovaca kao dio američkih obrambenih zaliha (projekt PEACE MRAMOR IV).
U projektu kodnog imena PEACE MRAMOR V vrijednom 4,5 mlrd. USD, Izrael je naručio 102 lovca F-16D block 52+ koji koriste oznaku F-16I ili "Sufa" (heb. Oluja). Prva isporuka započela je 2004. a zadnja je obavljena 2009.
Prema podacima iz 2008., Izrael je u službi imao 345 F-16 lovaca.

### Jordan
Kao i Egipat, i Jordan je "otvorio vrata" kupnji modernog američkog oružja. Jordan je tu mogućnost ostvario 1994., potpisivanjem mirovnog ugovora s Izraelom.
Jordan se sa SAD-om dogovorio o najmu F-16 lovaca za potrebe Jordanske zračnih obrambenih snaga, uz mogućnost prijenosa vlasničkih prava na kraju. Sporazumom pod kodnim imenom PEACE SOKOL, Jordan 1997. i 1998. postaje korisnik 16 F-16A/B-15ADF lovaca. Drugim sporazumom, PEACE SOKOL II, isporučeno je 17 lovaca sličnog tipa. Svi ti zrakoplovi isporučeni su Jordanu, jer su u obrambenim snagama SAD-a predstavljali višak.
2005. Jordan kupuje tri F-16 zrakoplova od Kraljevskih nizozemskih zračnih snaga. Kasnije, Jordanske kraljevske zračne snage od Belgije i Nizozemske kupuju ukupno 22 rabljena F-16 aviona.
Danas Jordanske zračne snage predstavljaju uglednu vojnu jedinicu s 58 F-16 lovaca.

### Oman
U svibnju 2002. sultanat Oman potpisuje sporazum s Vladom SAD-a o kupnji 12 F-16 zrakoplova. U projektu kodnog imena  A'SAMA A'SAFIYA (ara. Vedra neba), naručeno je 8 jednosjeda F-16C i 4 dvosjeda F-16D.

### UAE
Bilo je iznenađujuće da je F-16 pobijedio na natječaju Ujedinjenih Arapskih Emirata, jer je postojala jaka konkurencija kao što su Dassault Rafale i F-15 Eagle. Ključ uspjeha bila je napredna konfiguracija modela F-16E/F-60. Ukupno je naručeno 80 zrakoplova.

## Afrika

### Maroko
Za vrijeme administracije američkog predsjednika Georgea Busha Mlađeg, Maroko je naručio 24 modela F-16C/D (lovac) i 24 modela F-16 T-6B (trenažni avion). Posao vrijedan 2,6 mlrd. USD sklopljen je 27. prosinca 2007. Prodaja zrakoplova službeno je objavljena 6. lipnja 2008.

## Azija

### Indonezija
Indonezija je mali korisnik F-16 lovaca. Zemlja je naručila samo 12 F-16A/B-15OCU. Dva F-16A lovca izgubljena su u dvije različite nesreće. Tako danas Indonezija koristi svega 6 F-16A-15OCU i 4 F-16B-15OCU, odnosno sveukupno 10 F-16A/B-15OCU aviona u službi. Program kupnje američkih lovaca poznat je pod nazivom "PEACE BIMA-SENA".
Kupnja još 9 F-16 lovaca je otkazana u korist nabave 12 ruskih Su-30KI lovaca i 8 Mi-17 helikoptera. Neki izvori navode da je Indonezija nabavila 24 Su-30KI lovaca. Također, razlog otkaza kupnje američkih lovaca je i azijska financijska kriza 1997. godine.
Indonezijske zračne snage planirale su nadogradnju postojećih F-16A/B-15OCU lovaca na F-16C/D standard do kraja 2009. Također, Indonezija ima u planu kupnju novih F-16C/D lovaca, koji bi zamijenili povučene, ali svejedno u rezervnoj službi, F-5E Tiger II avione.
U razdoblju od 2000. do 2005. SAD je nametnuo embargo na prodaju oružja Indoneziji. To je rezultiralo prizemljenjem F-16 lovaca zbog nedostatka rezervnih dijelova.
Indonezija danas traži odobrenje za kupnju 6 novih F-16 C/D modela kako bi pojačali svoju eskadrilu s F-16 lovcima.

### Južna Koreja
Zbog hitne potrebe za naprednim avionima, kako bi se mogla suprotstaviti Sjevernoj Koreji, Vlada Južne Koreje je 1981. brzo naručila 36 F-16C/D lovaca. Time je Južna Koreja postala prvi korisnik C/D modela izvan SAD-a.
Još ambicioznijim programom (Korejski ratni program) osigurala se nabava dodatnih 120 novih lovaca. Zbog različitih poteškoća, 72 F-16C/D Block 52D(KF-16C/D) lovaca proizvodilo se u Južnoj Koreji a svega 28 u američkom Fort Worthu.
2000. godine u Južnoj Koreji proizvedeno je još 20 F-16 lovaca koji su uključeni u južnokorejske zračne snage.
Južnokorejski program naoružavanja tamošnjih zračnih snaga s F-16 avionima poznat je pod kodnim imenom PEACE MOST.
U svibnju 2009. Vlada Južne Koreje objavila je plan nadogradnje svoje KF-16C/D flote s poboljšanim radarom i naoružanjem, a odobrio ga je predsjednik Lee Myung-bak. Taj plan trajat će od 2010. do 2014.
Južnokorejske zračne snage raspolažu s 135 of the “KF-16” lovaca (lovci južnokorejske licencne proizvodnje). Lovci su u Južnoj Koreji građeni od 1994. do 2004. ukupno vrijede 5,5 mlrd. USD.
Ključna nadogranja južnokorejskih lovaca uključuje ugradnju novih radara, umjesto postojećih APG-68v5/v7 radara. Također, u lovce je ugrađena nova elektronika, računala, poboljšani kabeli i nova podatkovna sabirnica. Zahvaljujući tim nadogradnjama, vojni lovci Južne Koreje mogu koristiti GPS navođeno oružje, AIM-9X Sidewider projektile i novu opremu.
Novine Korea Times izvjestile su o tome da Južna Koreja razmatra o opremanju svojih lovaca s IAI EL/M-2032 radarom kojim su opremljeni izraelski F-16 lovci a koji su također, izvezeni u mnoge zemlje.

### Pakistan
Pakistan je bio jedan od prvih kupaca F-16 lovaca, tražeči novi lovac za vlastite zračne snage, nakon što se njihov "rival" Indija opskrbio sa sovjetskim lovcima MiG-29. SAD se tada obvezao na prodaju velike količine F-16A/B lovaca Pakistanu.
Početna narudžba iznosila je 40 aviona koji su dostavljeni u dvije isporuke, a to je kasnije dovelo do narudžbe 71 F-16A/B-15OCU lovaca.
Međutim, zbog političkog stanja u Pakistanu, koji je započeo s razvojem nuklearnog programa, na naručene zrakoplove stavljen je embargo prije same isporuke. 28 zrakoplova ostalo je u američkom skladištu. Dok su ti avioni imali potencijalne kupce, u konačnici je odlučeno da će se avioni koristitiu američkim zračnim snagama i mornarici kao "agresorski lovci". Izrada preostalih naručenih zrakoplova je prekinuta.
Program naoružavanja pakistanskih zračnih snaga s F-16 lovcima, poznat je pod kodnim nazivom - PEACE PROLAZ.
U studenom 2006. Pakistan je potpisao "Pismo o prihvaćanju" (eng. Letter Of Acceptance - LoA) o kupnji 18 novih F-16C/D Block 52+, 28 F-16A/B Block 15 i 60 M3 modula (opreme). Cjelokupni sklopljeni posao vrijedio je 5,1 mlrd. USD. Potpisani sporazum uključivao je infrastrukturu i naoružanje za lovce te obuku pilota.
Isporuka F-16A/B započela je 2007. dok je dostava F-16C/D predviđena za kraj 2008. ili početak 2009.
Pakistan je također zapoečeo s nadogradnjom 60 lovaca, te se predviđa da će se cijeli posao nadogradnje završiti između 2010. i 2012.
U travnju 2006. novine Janes Defence Weekly izvjestile su da će pakistanske zračne snage nabaviti dodatnih 18 F-16 lovaca. Očekuje se da će svih 18 F-16C/D lovaca biti dostavljeno u Pakistan do kraja 2010. godine.
Također, pakistanske zračne snage najavile su kupnju još 14 F-16C/D block 52+ lovaca koji će biti dostavljeni 2011.

### Singapur
Pod kodnim imenom CARVIN, Singapur je modernizirao vlastito ratno zrakoplovstvo s F-16 lovcima. U razdoblju od 1988. do 2004., potpisano je 4 ugovora o isporuci 58 zrakoplova.
Kao i u Grčkoj, ugovori su naknadno preinačeni, te Singapur danas raspolaže sa 70 F-16 lovaca.

### Tajland
Kraljevske tajlandske zračne snage najprije su naručile 12 F-16A/B-15OCU lovaca, a kasnije još 6 F-16A-15OCU lovaca.
1995. Tajland naručuje još 18 novih F-16 lovaca. Kasnije, nakon što je propala mogućnost o kupnji F/A-18 Hornet zrakoplova, Tajland naručuje 18 F-16 lovaca od Američkih zračnih snaga.
Sve četiri tajlandske nabave ovih aviona, poznate su pod konim imenom PEACE NARESUAN.
Poćetkom 2005. Tajland je od Singapurskog ratnog zrakoplovstva zaprimio 3 F-16A-15OCU i 4 F-16B-15OCU.
2011. se namjerava da lovci F-16A/B-15 OCU tajlandskog 403. eskadrona budu nadograđeni na F-16 MLU standard.

### Tajvan
Tajvan je uz Tursku i Izrael veliki strani korinik F-16 lovaca, iako su imali samo jednu narudžbu tih aviona.
1992. godine Tajvan je naručio 150 F-16A/B-20 lovaca, dok je u isto vrijeme zemlja naručila i 60 Dassault Mirage 2000 lovaca. Dostava svih F-16 aviona dovršena je 2001. godine.
Također, Tajvan je pokrenuo AIDC Ching-Kuo program razvoja i proizvodnje vlastitog lovca.
Program tajvanske kupnje američkih vojnih zrakoplova F-16 poznat je pod kodnim imenom - PEACE FENGHUANG (PEACE PHOENIX).
Tajvanske zračne snage namjeravaju vlastite F-16 A/B Block 20 lovce zamijeniti onima iz novije generacije vojnih aviona. Zemlja je pokazala interes za F-35 Lightning II. Međutim, zbog političkih problema u Tajvanu, malo je vjerojatno da će ovaj napredni lovac biti prodan Tajvanu u bliskoj budućnosti.
Kao rezultat toga, Tajvan je naručio 66 F-16C/D Block50/52 lovaca kao privremenu zamjenu. Ta vojna kupnja izazvala je izrazito protivljenje službenog Pekinga (naime NR Kina ne priznaje Tajvan kao neovisnu zemlju, nego ga smatra odmetnutim dijelom svojeg teritorija).

### Turska
Turske zračne snage 3. su svjetski korisnik F-16 lovaca, nakon SAD-a i Izraela. Turska je također postala jedna od rijetkih zemalja koje od proizvođača Lockheed Martina imaju pravo na licencnu proizvodnju F-16 lovaca. 
Turska trenutno raspolaže s 240 F-16 zrakoplova. 2007. naručeno je 30 novih zrakoplova a bit će dostavljeni tokom 2010. i 2011. Sve turske F-16 avione proizvodi Turska aerosvemirska industrija (eng. Turkish Aerospace Industries. Na temelju sporazuma PEACE ONYX o stranoj vojnoj prodaji, svaki F-16 proizveden u Turskoj mora biti dostavljen u SAD, prije nego što uđe u sastav Turskih zračnih snaga.
2005. Turska potpisuje ugovor vrijedan 1,1 mlrd. USD o ugranji paketa elektronike temeljenom na "Programu provedbe zajedničke konfiguracije" (eng. Common Configuration Implementation Program) u Američkim zračnim snagama. Unutar tog ugovora, turska vojska je naručila 30 novih F-16 Block 50/52+ lovaca. Lovce će proizvesti Turska aerosvemirska industrija.
Također, ista tvrtka nadogradit će 165 F-16 lovaca na F-16 Block 50+ standard.
Lovci koje će proizvesti Turska aerosvemirska industrija za potrebe Turskih zračnih snaga, imat će originalne američke komponente kao što su ASELPOD, ASELSAN (razvijen sustav kacige), napredno računalo koje se koristi u misijama, IFF sustav (sustav za identtifikaciju prijateljskih ili neprijateljskih aviona) te oprema za elektroničku samo-zaštitu.

## Južna Amerika

### Čile
F-16 proglašen je pobjednikom Čileanskog ratnog zrakoplovstva 2000. godine, nakon dugog natjecanja, na kojem se tražio moderni lovac nove generacije. F-16 pobijedio je u konkurenciji koju su činili F/A-18 Hornet, Dassault Mirage 2000 i JAS 39 Gripen.
Čile je trenutno naručio deset F-16C/D lovaca. Dogovor o kupnji šest C i četiri D modela vrijedan 600 mil. eura, sklopljen je 2002. pod kodnim imenom PEACE PUMA. Kupljeni lovci opremljeni su s američkim projektilima  AIM-120 i AIM-9 Sidewinder te projektilima izraelske proizvodnje - Derby, Python IV i Python V.
2005., Čile od Nizozemske kupuje 18 F-16A/B MLU zrakoplova (11 F-16AM i 7 F-16BM). Lovci su isporučeni sredinom 2006. Krajem 2008. Čileansko ministartsvo obrane izrazilo je interes o kupnji dodatnih 18 F-16 lovaca od Nizozemske. Dogovor s Nizozemskom, potvrđen je u travnju 2009.

### Venezuela
Prvi, i do 2000. godine, jedini korisnik F-16 lovaca u Južnoj Americi. U programu PEACE DELTA, Venezuela je u svibnju 1982. naručila 24 F-16A/B. Izvorno je Američka Vlada ponudila F-16/J79 lovce, no na kraju je odobrena prodaja standardnih modela iz proizvodne serije Block 15.
U rujnu 1983. započela je isporuka 18 A modela i 6 B modela, dok je u kolovozu 1985. isporuka u potpunosti izvršena.
Od 1984. lovci ulaze u sastav 161. i 162. ratnog eskadrona smještenog u zračnoj bazi El Libertador, u gradu Palo Negro.
Ratno zrakoplovstvo Venezuele htjelo je naručiti dodatnih 24 F-16 lovaca, no nisu bili u mogućnosti da si omoguće kupovinu novih zrakoplova.
Venezuela je tražila zamjenu za dva F-16 lovca koje je izgubila krajem 1997., no zbog financijskih problema i loših odnosa između SAD-a i Vlade predsjednika Huga Cháveza, zemlja nije bila u mogućnosti da se obavi kupnja. Ti loši odnosi rezultirali su odlukom američke Vlade, koja je donesena 15. svibnja 2006., da se Venezueli zabrani prodaja oružja. Zakon je stupio na snagu u listopadu iste godine. Cilj američkog embarga na oružje, bio je da F-16 lovci Venezuele postanu operativno ne-upotrebljivi, jer je SAD onemogućio prodaju rezervnih dijelova i ostale opreme za F-16 Venezueli.
Venezuela je ubrzo "odgovorila" na američki embargo. Tada je general Alberto Muller, vojni savjetnik predsjednika Cháveza, najavio da će Venezuela prodati 21 F-16 lovaca Iranu.
Nakon toga, Venezuela je odlučila da će se američki lovci F-16 zamijeniti s ruskim Su-30 lovcima. Tako je sredinom lipnja 2006. otkriveno da je Venezuela naručila nekoliko Su-30 lovaca.
F-16 lovci Zračnih snaga Venezuela modificirani su te mogu koristiti izraelske Python IV zrak-zrak projektile.
Dijelovi venezuelanskog ratnog zrakoplovstva u kojem se koristi F-16:
- 161. ratni eskadron "Caribes" - zračna baza El Libertador Airbase, Palo Negro - F-16A/B,
- 162. ratni eskadron "Gavilanes" - zračna baza El Libertador Airbase, Palo Negro - F-16A/B.

## Potencijalni korisnici

### Brazil
Brazil bi vlastite zračne snage mogao opskrbiti s modelom F-16BR. Također, Brazil namjerava surađivati s proizvođačem Lockheed Martinom u obliku joint venturea.

### Hrvatska
Hrvatska namjerava svoje ratno zrakoplovstvo koje se sastoji od sovjetskih MiG-21 aviona zamijeniti s 12 ili više modernih višenamjenskih lovaca u razdoblju između kraja 2017. godine kada će biti donesena odluka o odabiru novog zrakoplova i 2022. godine do kada je predviđena potpuna funkcionalnost eskadrile. Najizgledniji kandidati su JAS 39 Gripen i F-16C/D.

### Indija
Indija je na javnom natječaju zatražila kupnju lovaca nove generacije. Američki proizvođač Lockheed Martin ponudio je model F-16IN kao vlastitu ponudu.

### Irak
Iračka Vlada je krajem 2008. objavila da namjerava kupiti 36 F-16 lovaca. U proljeće 2009. donesena je odluka kojom Vlada namjerava potrošiti 1,5 mljrd USD za početnu narudžbu o kupnji 18 F-16 lovaca. Kasnije je donesena odluka o eventualnoj kupnji od ukupno 96 lovaca.

### Meksiko
Sekretarijat Nacionalne obrane Meksika najavio je početkom 2009. da Northrop F-5 lovci u ratnom zrakoplovstvu stižu prema svojem kraju radnog vijeka, te da ih treba zamijeniti. Prijedlog od eventualnoj kupnji F-16 lovaca "zamrznuli" su zastupnici meksičkog Kongresa, jer smatraju da F-16C/D lovci neće pomoći u trenutačnim operacijama protiv organiziranog kriminala.

### Rumunjska
24. ožujka 2010. Vrhovni savjet obrane odobrava kupnju 24 F-16 C/D lovaca. Tu odluku odobrio je i rumunjski Parlament. Prva isporuka zrakoplova očekuje se 2013. Ukupna vrijednost sklopljenog posla iznosi 1,4 mlrd. USD. Ta isporuka obuhvaća prvu fazu modernizacije rumunjske vojske. U drugoj fazi namjerava se kupiti još 24 F-16 C/D lovaca.
Pretpostavlja se da će lovci isporučeni u prvoj fazi doći do svojeg kraja radnog vijeka 2025. Tada se ti lovci namjeravaju zamijeniti s 24 F-35 Lightning II lovaca.

## Otkazane narudžbe

### Iran
Iran je naručio isporuku 300 zrakoplova za svoje zračne snage, ali nakon Iranske revolucije isporuka je otkazana, a 79 dotad proizvedenih zrakoplova prodano je Izraelu.

### Novi Zeland
Kraljevsko novozelandsko ratno zrakoplovstvo namjeravalo je 2001. kupiti 28 F-16 lovaca, koji bi u floti zamijenili A-4 Skyhawks avione. Narudžbu je otkazala Laburistička Vlada uz obrazloženje da se Novi Zeland nalazi u sigurnom okruženju, te su nepotrebna ulaganja u novu zračnu flotu.

## Sažetak

### Kodna imena prodaje F-16 lovaca
Glavni kupci F-16 lovaca su SAD i originalni američki NATO partneri (Belgija, Nizozemska, Danska i Norveška). Drugim zemljama, F-16 lovci prodani su u skladu sa sporazumom poznatim pod imenom "Strana vojna prodaja" (eng. Foreign Military Sales).
Sjedinjene Države prilikom prodaje svojih F-16 lovaca stranim zemljama, prodajnim programima dodjeljuju kodna imena. Kodna imena započinju s riječi PEACE (eng. mir) što ukazuje na nadzor od strane Zapovjedništva američkih zračnih snaga. Druga riječ ovisi o situaciji i zemlji kojoj se lovci prodaju. Tako je primjerice drugo kodno ime u prodajnom programu s Italijom - CEZAR, po poznatom rimskom vladaru, a s Grčkom - ime KSENIJA, vezanom uz njihovu mitologiju i kulturu. Kodna imena prodaje aviona pišu se velikim slovima.
Ako neka zemlja ima više narudžbi, svaka nova narudžba koristi prvotno ime, samo se iza njega nalazi rimski broj, ovisno o tome o redosljedu narudžbe (npr. PEACE MOST I, PEACE MOST II, PEACE MOST III).
S druge strane, prilikom prodaje F-16 lovaca Ujedinjenim Arapskim Emiratima, nisu dodjeljivana kodna imena, jer lovci nisu prodani na temelju "Strane vojne prodaje".
| Inozemna vojna prodaja F-16 Fighting Falcon lovaca | Inozemna vojna prodaja F-16 Fighting Falcon lovaca | Inozemna vojna prodaja F-16 Fighting Falcon lovaca | Inozemna vojna prodaja F-16 Fighting Falcon lovaca                       | Inozemna vojna prodaja F-16 Fighting Falcon lovaca |
| Kodno ime                                          | Kupac                                              | Isporuka                                           | Broj i vrsta isporučenih aviona                                          | Bilješke                                           |
| -------------------------------------------------- | -------------------------------------------------- | -------------------------------------------------- | ------------------------------------------------------------------------ | -------------------------------------------------- |
| PEACE A'SAMA A'SAFIYA                              | Oman                                               | 2005. – 2006.                                      | (12) 8 F-16C-50 (Adv.), 4 F-16D-50 (Adv.)                                | “A'sama A'safiya” na arapskom znači “Vedra neba”.  |
| PEACE ATLANTIS                                     | Portugal                                           | 1994.                                              | (20) 17 F-16A-15OCU, 3 F-16B-15OCU                                       |                                                    |
| PEACE ATLANTIS II                                  | Portugal                                           | 1999.                                              | (25) 21 F-16A-15, 4 F-16B-15                                             |                                                    |
| PEACE BIMA-SENA                                    | Indonezija                                         | 1989. – 1990.                                      | (12) 8 F-16A-15OCU, 4 F-16B-15OCU                                        |                                                    |
| PEACE MOST I                                       | Južna Koreja                                       | 1986. – 1992.                                      | (40) 30 F-16C-32, 10 F-16D-32                                            |                                                    |
| PEACE MOST II                                      | Južna Koreja                                       | 1994. – 2000.                                      | (120) 80 F-16C-52, 40 F-16D-52                                           | Licencna proizvodnja, Korejski ratni program.      |
| PEACE MOST III                                     | Južna Koreja                                       | 2003. – 2004.                                      | (20) 14 F-16C-52, 6 F-16D-52                                             | Licencna proizvodnja, Korejski ratni program.      |
| PEACE CARVIN I                                     | Singapur                                           | 1988.                                              | (8) 4 F-16A-15OCU, 4 F-16B-15OCU                                         |                                                    |
| PEACE CARVIN II                                    | Singapur                                           | 1998.                                              | (18) 8 F-16C-52, 10 F-16D-52                                             |                                                    |
| PEACE CARVIN III                                   | Singapur                                           | 2000. – 2002.                                      | (12) 10 F-16C-52, 2 F-16D-52                                             |                                                    |
| PEACE CARVIN IV                                    | Singapur                                           | 2003. – 2004.                                      | (20) 20 F-16D-52                                                         |                                                    |
| PEACE CEZAR                                        | Italija                                            | 2003. – 2004.                                      | (34) 26 F-16A-15ADF, 4 F-16B-15ADF, 4 F-16A/B-5/10                       | 10-togodišnji ugovor o zajmu od USAF-a.            |
| PEACE KRUNA I                                      | Bahrein                                            | 1990.                                              | (12) 8 F-16C-40, 4 F-16D-40                                              |                                                    |
| PEACE KRUNA II                                     | Bahrein                                            | 2000.                                              | (10) 10 F-16C-40                                                         |                                                    |
| PEACE DELTA                                        | Venezuela                                          | 1982. – 1984.                                      | (24) 18 F-16A-15, 6 F-16B-15                                             |                                                    |
| PEACE SOKOL I                                      | Jordan                                             | 1997. – 1998.                                      | (16) 12 F-16A-15ADF, 4 F-16B-15ADF                                       | Avioni su kupljeni od USAF-a.                      |
| PEACE SOKOL II                                     | Jordan                                             | 2003.                                              | (17) 12 [7+9?] F-16A-15ADF, 5 [1?] F-16B-15ADF                           | Avioni su kupljeni od USAF-a.                      |
| PEACE FENGHUANG                                    | Tajvan                                             | 1997. – 2001.                                      | (150) 120 F-16A-20, 30 F-16B-20                                          |                                                    |
| PEACE VRATA I                                      | Pakistan                                           | 1983.                                              | (6) 2 F-16A-15, 4 F-16B-15                                               |                                                    |
| PEACE VRATA II                                     | Pakistan                                           | 1983. – 1987.                                      | (34) 26 F-16A-15, 8 F-16B-15                                             |                                                    |
| PEACE VRATA III                                    | Pakistan                                           | Isporuka zaustavljena embargom.                    | (11) 6 F-16A-15OCU, 5 F-16B-15OCU                                        |                                                    |
| PEACE VRATA IV                                     | Pakistan                                           | Isporuka zaustavljena embargom.                    | (60) 48 F-16A-15OCU, 12 F-16B-15OCU                                      |                                                    |
| PEACE VRATA V                                      | Pakistan                                           | 1983. – 1987.                                      | (34) 26 F-16A-15, 8 F-16B-15                                             |                                                    |
| PEACE MRAMOR I                                     | Izrael                                             | 1980. – 1981.                                      | (75) 18 F-16A-5, 8 F-16B-5, 40 F-16A-10, 9 F-16A-15                      |                                                    |
| PEACE MRAMOR II                                    | Izrael                                             | (75) 51 F-16C-30, 24 F-16D-30                      |                                                                          |                                                    |
| PEACE MRAMOR III                                   | Izrael                                             | 1991. – 1993.                                      | (60) 30 F-16C-30, 30 F-16D-30                                            |                                                    |
| PEACE MRAMOR IV                                    | Izrael                                             | 1994.                                              | (50) 3 F-16A-1, 2 F-16B-1, 1 F-16A-5, 7 F-16B-5, 32 F-16A-10, 5 F-16B-10 |                                                    |
| PEACE MRAMOR V                                     | Izrael                                             | 2004. – 2009.                                      | (102) 102 F-16D-52                                                       |                                                    |
| PEACE NARESUAN I                                   | Tajland                                            | 1988.                                              | (12) 8 F-16A-15OCU, 4 F-16B-15OCU                                        |                                                    |
| PEACE NARESUAN II                                  | Tajland                                            | 1990. – 1991.                                      | (6) 6 F-16A-15OCU                                                        |                                                    |
| PEACE NARESUAN III                                 | Tajland                                            | 1995. – 1996.                                      | (18) 12 F-16A-15OCU, 6 F-16B-15OCU                                       |                                                    |
| PEACE NARESUAN IV                                  | Tajland                                            | 2002. – 2003.                                      | (18) 15 F-16A-15ADF, 1 F-16B-15ADF, 2 F-16A-10OCU                        |                                                    |
| PEACE ONYX I                                       | Turska                                             | 1987. – 1995.                                      | (160) 34 F-16C-30, 9 F-16D-30, 102 F-16C-40, 15 F-16D-40                 |                                                    |
| PEACE ONYX II                                      | Turska                                             | 1996. – 1997.                                      | (40) 34 F-16C-50, 6 F-16D-50                                             |                                                    |
| PEACE ONYX III                                     | Turska                                             | 1998. – 1999.                                      | (40) 26 F-16C-50, 14 F-16D-50                                            |                                                    |
| PEACE ONYX IV                                      | Turska                                             | 2010. – 2011.                                      | (30) 16 F16-C-50+, 14 F16-D-50+                                          |                                                    |
| PEACE NEBO                                         | Poljska                                            | 2006. – 2009.                                      | (48) 36 F-16C-52, 12 F-16D-52                                            |                                                    |
| PEACE VECTOR I                                     | Egipat                                             | 1982. – 1985.                                      | (42) 34 F-16A-15, 8 F-16B-15                                             |                                                    |
| PEACE VECTOR II                                    | Egipat                                             | 1986. – 1988.                                      | (40) 34 F-16C-32, 6 F-16D-32                                             |                                                    |
| PEACE VECTOR III                                   | Egipat                                             | 1991. – 1995.                                      | (47) 35 F-16C-40, 12 F-16D-40                                            |                                                    |
| PEACE VECTOR IV                                    | Egipat                                             | 1994. – 1995.                                      | (46) 34 F-16C-40, 12 F-16D-40                                            |                                                    |
| PEACE VECTOR V                                     | Egipat                                             | 1999. – 2000.                                      | (21) 21 F-16C-40                                                         |                                                    |
| PEACE VECTOR VI                                    | Egipat                                             | 2001. – 2002.                                      | (24) 12 F-16C-40, 12 F-16D-40                                            |                                                    |
| PEACE KSENIJA I                                    | Grčka                                              | 1989. – 1990.                                      | (40) 34 F-16C-30, 6 F-16D-30                                             |                                                    |
| PEACE KSENIJA II                                   | Grčka                                              | 1997. – 1998.                                      | (40) 32 F-16C-50, 8 F-16D-50                                             |                                                    |
| PEACE KSENIJA III                                  | Grčka                                              | 2002. – 2004.                                      | (60) 40 F-16C-52, 20 F-16D-52                                            |                                                    |
| PEACE KSENIJA IV                                   | Grčka                                              | 2009. – 2010.                                      | (30) 20 F-16C-52, 10 F-16D-52                                            |                                                    |

### Isporuke F-16 lovaca
| Isporuke F-16 lovaca | Isporuke F-16 lovaca | Isporuke F-16 lovaca           | Isporuke F-16 lovaca                                       | Isporuke F-16 lovaca                                       |
| Model                | Kupac                | Vrijeme isporuke               | Broj i vrsta isporučenih aviona                            | Bilješke                                                   |
| -------------------- | -------------------- | ------------------------------ | ---------------------------------------------------------- | ---------------------------------------------------------- |
| F-16A-1              | USAF                 | 1978. – 1979.                  | 21                                                         |                                                            |
| F-16A-1              | Belgija              | 1979. – 1980.                  | 17                                                         |                                                            |
| F-16A-1              | Nizozemska           | 1979. – 1980.                  | 12                                                         |                                                            |
| F-16A-1              | Danska               | 1980. – 1983.                  | 3                                                          |                                                            |
| F-16A-1              | Norveška             | 1980.                          | 3                                                          |                                                            |
| F-16A-1              | Izrael               | 1994.                          | 3                                                          | Avioni su kupljeni od USAF-a.                              |
| F-16A-5              | USAF                 | 1979. – 1980.                  | 46                                                         |                                                            |
| F-16A-5              | Belgija              | 1980. – 1981.                  | 8                                                          |                                                            |
| F-16A-5              | Nizozemska           | 1980. – 1981.                  | 14                                                         |                                                            |
| F-16A-5              | Danska               | 1980. – 1981.                  | 12                                                         |                                                            |
| F-16A-5              | Norveška             | 1980. – 1981.                  | 10                                                         |                                                            |
| F-16A-5              | Izrael               | 1980. – 1994.                  | 19                                                         | 1 avion kupljen je od USAF-a.                              |
| F-16A-10             | USAF                 | 1980–1981                      | 188                                                        |                                                            |
| F-16A-10             | Izrael               | 1980. – 1994.                  | 72                                                         | 32 aviona kupljeno je od USAF-a.                           |
| F-16A-10             | Belgija              | 1981. – 1982.                  | 30                                                         |                                                            |
| F-16A-10             | Nizozemska           | 1981. – 1982.                  | 20                                                         |                                                            |
| F-16A-10             | Danska               | 1981. – 1982.                  | 15                                                         |                                                            |
| F-16A-10             | Norveška             | 1981. – 1982.                  | 15                                                         |                                                            |
| F-16A-10             | Italija              | 2003. – 2004.                  | 4                                                          | Avioni su zakupljeni od USAF-a.                            |
| F-16A-10OCU          | Tajland              | 2002.                          | 2                                                          | Avioni su kupljeni od USAF-a.                              |
| F-16A-15             | Izrael               | 1980. – 1981.                  | 9                                                          |                                                            |
| F-16A-15             | USAF                 | 1981. – 1985.                  | 409                                                        |                                                            |
| F-16A-15             | Egipat               | 1982. – 1985.                  | 34                                                         |                                                            |
| F-16A-15             | Nizozemska           | 1982. – 1987.                  | 84                                                         |                                                            |
| F-16A-15             | Norveška             | 1982. – 1984.                  |                                                            |                                                            |
| F-16A-15             | Venezuela            | 1982. – 1984.                  | 18                                                         |                                                            |
| F-16A-15             | Belgija              | 1983. – 1985.                  | 41                                                         |                                                            |
| F-16A-15             | Danska               | 1983. – 1997.                  | 30                                                         | 6 aviona kupljeno je od USAF-a.                            |
| F-16A-15             | Pakistan             | 1983. – 1987.                  | 28                                                         |                                                            |
| F-16A-15             | NASA                 | 1991.                          | 1                                                          | Avion je kupljen od USAF-a.                                |
| F-16A-15             | Portugal             | 1999.                          | 21                                                         | Avioni su kupljeni od USAF-a                               |
| F-16A-15ADF          | USAF                 | 1989. – 1992.                  | 226                                                        | Naprednija verzija F-16A-15                                |
| F-16A-15ADF          | Jordan               | 1997. – 2003.                  | 24                                                         | Avioni su kupljeni od USAF-a.                              |
| F-16A-15ADF          | Tajland              | 2002. – 2003.                  | 15                                                         | Avion su kupljeni od USAF-a.                               |
| F-16A-15ADF          | Italija              | 2003. – 2004.                  | 26                                                         | Avioni su zakupljeni od USAF-a                             |
| F-16A-15OCU          | Nizozemska           | 1987. – 1992.                  | 47                                                         |                                                            |
| F-16A-15OCU          | Belgija              | 1988. – 1991.                  | 40                                                         |                                                            |
| F-16A-15OCU          | Singapur             | 1988.                          | 4                                                          |                                                            |
| F-16A-15OCU          | Tajland              | 1988. – 1996.                  | 26                                                         |                                                            |
| F-16A-15OCU          | Indonezija           | 1989. – 1990.                  | 8                                                          |                                                            |
| F-16A-15OCU          | Pakistan             | Isporuka zaustavljena embargom | 13                                                         | Avioni od USAF-a i mornarice SAD-a.                        |
| F-16A-15OCU          | Portugal             | 1994.                          | 17                                                         |                                                            |
| F-16A-15OCU          | USAF                 | 2003.                          | 5                                                          | Avioni koji su prvotno namijenjeni Pakistanu (embargo).    |
| F-16A-15OCU          | Mornarica SAD-a      | 2003.                          | 8                                                          | Avioni koji su prvotno namijenjeni Pakistanu (embargo).    |
| F-16A-20             | Tajvan               | 1997. – 2001.                  | 120                                                        |                                                            |
| F-16A-FSD            | USAF                 | 1976. – 1978.                  | 6                                                          |                                                            |
| F-16 AFTI            | NASA                 | 1980. – 2001.                  | 1                                                          |                                                            |
| F-16B-1              | USAF                 | 1978. – 1979.                  | 22                                                         |                                                            |
| F-16B-1              | Belgija              | 1979. – 1980.                  | 6                                                          |                                                            |
| F-16B-1              | Nizozemska           | 1979. – 1980.                  | 6                                                          |                                                            |
| F-16B-1              | Danska               | 1980.                          | 2                                                          |                                                            |
| F-16B-1              | Norveška             | 1980.                          | 2                                                          |                                                            |
| F-16B-1              | Izrael               | 1994.                          | 2                                                          | Avioni su kupljeni od USAF-a.                              |
| F-16B-5              | USAF                 | 1979. – 1980.                  | 27                                                         |                                                            |
| F-16B-5              | Belgija              | 1980. – 1981.                  | 4                                                          |                                                            |
| F-16B-5              | Nizozemska           | 1980. – 1981.                  | 2                                                          |                                                            |
| F-16B-5              | Norveška             | 1980. – 1981.                  | 2                                                          |                                                            |
| F-16B-5              | Danska               | 1981.                          | 3                                                          |                                                            |
| F-16B-5              | Izrael               | 1994.                          | 15                                                         | 7 aviona kupljeno je od USAF-a.                            |
| F-16B-10             | USAF                 | 1980. – 1981.                  | 25                                                         |                                                            |
| F-16B-10             | Belgija              | 1981. – 1982.                  | 2                                                          |                                                            |
| F-16B-10             | Danska               | 1981. – 1997.                  | 4                                                          | Jedan avion kupljen je od USAF-a.                          |
| F-16B-10             | Nizozemska           | 1981. – 1982.                  | 20                                                         |                                                            |
| F-16B-10             | Norveška             | 1981. – 1982.                  | 3                                                          |                                                            |
| F-16B-10             | Izrael               | 1994.                          | 5                                                          | Avioni su kupljeni od USAF-a                               |
| F-16B-15             | USAF                 | 1981. – 1985.                  | 48                                                         |                                                            |
| F-16B-15             | Belgija              | 1982. – 1983.                  | 8                                                          |                                                            |
| F-16B-15             | Egipat               | 1982. – 1985.                  | 8                                                          |                                                            |
| F-16B-15             | Nizozemska           | 1982. – 1987.                  | 18                                                         |                                                            |
| F-16B-15             | Norveška             | 1982. – 1983.                  | 5                                                          |                                                            |
| F-16B-15             | Venezuela            | 1982. – 1984.                  | 6                                                          |                                                            |
| F-16B-15             | Danska               | 1983.                          | 8                                                          |                                                            |
| F-16B-15             | Pakistan             | 1983. – 1987.                  | 12                                                         |                                                            |
| F-16B-15             | Portugal             | 1999.                          | 4                                                          | Avioni su kupljeni od USAF-a.                              |
| F-16B-15ADF          | USAF                 | 1989. – 1992.                  | 25                                                         | Naprednija verzija F-16B-15.                               |
| F-16B-15ADF          | Jordan               | 1997. – 2003.                  | 9                                                          | Avioni su kupljeni od USAF-a.                              |
| F-16B-15ADF          | Tajland              | 2002.                          | 1                                                          | Avioni su kupljeni od USAF-a.                              |
| F-16B-15ADF          | Italija              | 2003. – 2004.                  | 4                                                          | Avioni su zakupljeni od USAF-a.                            |
| F-16B-15OCU          | Nizozemska           | 1988. – 1989.                  | 5                                                          |                                                            |
| F-16B-15OCU          | Singapur             | 1988.                          | 4                                                          |                                                            |
| F-16B-15OCU          | Tajland              | 1988. – 1995.                  | 10                                                         |                                                            |
| F-16B-15OCU          | Belgija              | 1989. – 1990.                  | 4                                                          |                                                            |
| F-16B-15OCU          | Indonezija           | 1989. – 1990.                  | 4                                                          |                                                            |
| F-16B-15OCU          | Norveška             | 1989.                          | 2                                                          |                                                            |
| F-16B-15OCU          | Pakistan             | Isporuka zaustavljena embargom | 15                                                         | Avioni su prodani USAF-u i mornarici SAD-a.                |
| F-16B-15OCU          | Portugal             | 1994.                          | 3                                                          |                                                            |
| F-16B-15OCU          | USAF                 | 2003.                          | Avioni pod embargom koji su prvotno namijenjeni Pakistanu. |                                                            |
| F-16B-15OCU          | Mornarica SAD-a      | 2003.                          | 6                                                          | Avioni pod embargom koji su prvotno namijenjeni Pakistanu. |
| F-16B-20             | Tajvan               | 1997. – 2001.                  | 30                                                         |                                                            |
| F-16B-FSD            | USAF                 | 1977. – 1978.                  | 2                                                          |                                                            |
| F-16C-25             | USAF                 | 1984. – 1986.                  | 209                                                        |                                                            |
| F-16C-30             | USAF                 | 1986. – 1989.                  | 359                                                        |                                                            |
| F-16C-30             | Izrael               | 1986. – 1987.                  | 51                                                         |                                                            |
| F-16C-30             | Turska               | 1987. – 1990.                  | 34                                                         |                                                            |
| Grčka                | 1989. – 1990.        | 34                             |                                                            |                                                            |
| Egipat               | 1986. – 1988.        | 34                             |                                                            |                                                            |
| F-16C-32             | Južna Koreja         | 1986. – 1992.                  | 30                                                         |                                                            |
| F-16C-32             | USAF                 | 1987. – 1989.                  | 57                                                         |                                                            |
| F-16C-40             | USAF                 | 1988. – 1992.                  | 232                                                        |                                                            |
| F-16C-40             | Bahrein              | 1990. – 2000.                  | 18                                                         |                                                            |
| F-16C-40             | Turska               | 1990. – 1995.                  | 102                                                        |                                                            |
| F-16C-40             | Egipat               | 1991. – 2002.                  | 102                                                        |                                                            |
| F-16C-40             | Izrael               | 1991. – 1993.                  | 30                                                         |                                                            |
| F-16C-42             | USAF                 | 1989. – 1992.                  | 152                                                        |                                                            |
| F-16C-50             | USAF                 | 1991. – 2004.                  | 186                                                        |                                                            |
| F-16C-50             | Turska               | 1996. – 1999.                  | 50                                                         |                                                            |
| F-16C-50             | Grčka                | 1997. – 1998.                  | 32                                                         |                                                            |
| F-16C-50             | Oman                 | 2005. – 2006.                  | 8                                                          |                                                            |
| F-16C-50             | Čile                 | 2006.                          | 6                                                          |                                                            |
| F-16C-52             | USAF                 | 1992. – 1996.                  | 41                                                         |                                                            |
| F-16C-52             | Južna Koreja         | 1994. – 2004.                  | 94                                                         | Licencna proizvodnja, Korejski ratni program               |
| F-16C-52             | Singapur             | 1998. – 2002.                  | 26                                                         |                                                            |
| F-16C-52             | Grčka                | 2002. – 2004.                  | 40                                                         |                                                            |
| F-16C-52             | Poljska              | 2006. – 2009.                  | 36                                                         |                                                            |
| F-16C-52             | Grčka                | 2009. – 2010.                  | 20                                                         | Naručeno                                                   |
| F-16D-25             | USAF                 | 1984. – 1986.                  | 35                                                         |                                                            |
| F-16D-30             | USAF                 | 1986. – 1989.                  | 48                                                         |                                                            |
| F-16D-30             | Izrael               | 1987. – 1988.                  | 24                                                         |                                                            |
| F-16D-30             | Turska               | 1987. – 1989.                  | 9                                                          |                                                            |
| F-16D-30             | Grčka                | 1997. – 1998.                  | 8                                                          |                                                            |
| F-16D-32             | Egipat               | 1986. – 1987.                  | 6                                                          |                                                            |
| F-16D-32             | Južna Koreja         | 1986. – 1992.                  | 10                                                         |                                                            |
| F-16D-32             | USAF                 | 1987. – 1989.                  | 5                                                          |                                                            |
| F-16D-40             | USAF                 | 1989. – 1992.                  | 34                                                         |                                                            |
| F-16D-40             | Bahrein              | 1990.                          | 4                                                          |                                                            |
| F-16D-40             | Turska               | 1990. – 1994.                  | 15                                                         |                                                            |
| F-16D-40             | Egipat               | 1991. – 2002.                  | 36                                                         |                                                            |
| F-16D-40             | Izrael               | 1991. – 1993.                  | 30                                                         |                                                            |
| F-16D-42             | USAF                 | 1989. – 1992.                  | 54                                                         |                                                            |
| F-16D-50             | USAF                 | 1992. – 1994.                  | 28                                                         |                                                            |
| F-16D-50             | Turska               | 1996. – 1999.                  | 20                                                         |                                                            |
| F-16D-50             | Grčka                | 1997. – 1998.                  | 32                                                         |                                                            |
| F-16D-50             | Oman                 | 2005. – 2006.                  | 4                                                          |                                                            |
| F-16D-50             | Čile                 | 2006.                          | 4                                                          |                                                            |
| F-16D-52             | USAF                 | 1992. – 1994.                  | 12                                                         |                                                            |
| F-16D-52             | Južna Koreja         | 1994. – 2004.                  | 46                                                         | Licencna proizvodnja, Korejski ratni program               |
| F-16D-52             | Singapur             | 1998. – 2004.                  | 36                                                         |                                                            |
| F-16D-52             | Grčka                | 2002. – 2004.                  | 20                                                         |                                                            |
| F-16D-52             | Izrael               | 2004. – 2009.                  | 102                                                        |                                                            |
| F-16D-52             | Poljska              | 2006. – 2009.                  | 12                                                         |                                                            |
| F-16D-52             | Grčka                | 2009. – 2010.                  | 10                                                         | Naručeno                                                   |
| F-16E-60             | UAE                  | 2004. – 2006.                  | 55                                                         |                                                            |
| F-16F-60             | UAE                  | 2003. – 2006.                  | 25                                                         |                                                            |
| F-16N-30             | Mornarica SAD-a      | 1987. – 1988.                  | 22                                                         |                                                            |
| F-16XL/A             | NASA                 | 1998. – 1999.                  | 1                                                          |                                                            |
| F-16XL/B             | NASA                 | 1998. – 1999.                  | 1                                                          |                                                            |
| TF-16N-30            | Mornarica SAD-a      | 1987. – 1988.                  | 4                                                          |                                                            |
| YF-16A               | USAF                 | 1974.                          | 2                                                          | Protototip                                                 |

## Vidjeti također
F-16 Fighting Falcon

## Vanjske poveznice
- Zračne snage, korisnici i potencijalni korisnici F-16 diljem svijeta